# Gaetano Alemani
Gaetano Alemani, anche riportato come Alemanni o Alamanni (Bologna, 1728 – 14 dicembre 1782), è stato un pittore e scenografo italiano, attivo principalmente a Bologna nella pittura architettonica, ornamentale e illusionistica per la decorazione di chiese e teatri.

## Biografia
Fu allievo di Stefano Orlandi e Mauro Tesi. Tra le sue opere si ricordano le decorazioni della Cappella della Natività della Vergine in San Biago, a Bologna; la cappella maggiore della chiesa arcivescovile di Pizzocalvo; l'altare di San Rocco in San Petronio a Bologna, decorazioni nella Chiesa delle Grazie; scene per il Teatro del Collegio San Luigi, il Teatro Zagnoni e il Teatro Pubblico nel 1763, 1778 e 1782; soffitti in casa Corbici a Forlì; scene dipinte a fianco di Vincenzo Martinelli per il Teatro comunale di Bologna inaugurato nel 1775; una quadratura affrescata per villa Ercolani della Crocetta, e un gran numero di decorazioni (1779) per la chiesa del Carmine a Forlì . Divenne membro dell'Accademia Clementina.
Una fonte afferma che Alemani imparò la scenografia da Antonio Bibiena.